# Saint-Pierre-de-Trivisy
 Saint-Pierre-de-Trivisy là một xã thuộc tỉnh Tarn trong vùng Occitanie ở phía nam nước Pháp. Xã này nằm ở khu vực có độ cao trung bình 618 mét trên mực nước biển.
Sông Gijou tạo thành phần lớn ranh giới đông nam thị trấn.